# Oligota pernigra
Oligota pernigra är en skalbaggsart som beskrevs av Sharp 1908. Oligota pernigra ingår i släktet Oligota och familjen kortvingar. Inga underarter finns listade i Catalogue of Life.